# Borée
Borée település Franciaországban, Ardèche megyében. Lakosainak száma 142 fő (2022. január 1.). Borée Arcens, Le Béage, Chanéac, La Rochette, Sainte-Eulalie, Saint-Martial és Les Estables községekkel határos.

## Népesség
A település népességének változása:
| Lakosok száma | 408  | 225  | 193  | 160  | 164  | 164  | 151  | 146  | 147  | 142  |
|               | 1968 | 1982 | 1990 | 2006 | 2013 | 2015 | 2017 | 2019 | 2020 | 2022 |